# 1106 Сидонія
1106 Сидо́нія (1106 Cydonia) — астероїд головного поясу, відкритий 5 лютого 1929 року. Названо на честь фруктового дерева айва.
Тіссеранів параметр щодо Юпітера — 3,369.